# Sankt Norberts Skole (Vejle)
Sankt Norberts Skole (Sct. Norberts Skole) er en katolsk privatskole med adresse på Blegbanken i Vejle, hvor skolens fundament og virke bygger på det katolsk-kristne livs- og menneskesyn således som det kommer til udtryk i evangeliets og Kirkens lære. Skolen tilbyder undervisning til cirka 530 elever fra børnehaveklasse til og med 10. klassetrin. Desuden har skolen en daginstitution Sct. Norberts Børnehus med 18 vuggestuepladser og 65 børnehavepladser.
Sct. Norberts Skole blev oprettet i 1905 af Pastor Josef Brems.